# Châteauvillain
Châteauvillain é uma comuna francesa na região administrativa de Grande Leste, no departamento de Alto Marne. Estende-se por uma área de 106,37 km². Em 2010 a comuna tinha 1 597 habitantes (densidade: 15 hab./km²).